# Trimma yanagitai
Trimma yanagitai és una espècie de peix de la família dels gòbids i de l'ordre dels perciformes.

## Morfologia
- Els mascles poden assolir 3,7 cm de longitud total i les femelles 3,35.
- Nombre de vèrtebres: 26.[3][4]

## Hàbitat
És un peix marí de clima temperat i associat als esculls de corall fins als 35-56 m de fondària.

## Distribució geogràfica
Es troba al Japó.